# 18th Street Gang
La 18th Street gang (lett. "banda della 18ª strada") conosciuta anche come Calle 18, Barrio 18, LA18 o Mara-18, è una organizzazione criminale transnazionale multietnica, una delle più forti e influenti bande di strada californiane di origini salvadoregne, considerata la più vasta di tutta Los Angeles si stima l'affiliazione di almeno 50 000 persone. È anche nota come l'esercito dei bambini a causa dell'età d'ingaggio di membri, che spesso avviene alle scuole elementari o medie.
Questa organizzazione ad oggi si è evoluta al punto di diventare un'associazione criminale con contatti e innesti per la California.
Anche se la sua struttura basata su un reclutamento precoce non permette a questa organizzazione una forza bellica e una possibilità di insediarsi in punti di maggior interesse e di avere un controllo più stretto sui punti già controllati

## Storia

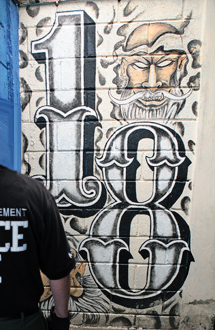
Un graffito della 18th Street gang

La banda de 18th Street iniziò vicino a 18th Street e Union Avenue nel Rampart District di Los Angeles. Ci sono informazioni contrastanti sull'area esatta, ma questa è un'area generalmente accettata dalla maggior parte delle fonti accademiche. Inizialmente facevano parte di Clanton 14, ma volevano creare una "cricca" separata chiamata Clanton 18th Street e consentire agli immigrati l'opportunità di unirsi. Questa proposta fu respinta dal Clanton 14, che portò alla formazione della banda della 18ª strada. Da allora le due bande sono state aspre rivali.
La banda della 18ª strada è cresciuta espandendo la sua appartenenza ad altre nazionalità ed etnie ed è stata tra le prime bande multietniche a Los Angeles.  All'inizio erano costituiti in gran parte da ispanici di seconda generazione. Quando la banda della 18ª Strada iniziò a combattere con bande ispaniche più affermate, iniziarono a reclutare al di fuori della comunità ispanica. Ci sono circa 200 bande autonome individuali separate che operano con lo stesso nome all'interno dei barrio separati nella San Fernando Valley, nella San Gabriel Valley, nella South Bay, sul fiume a est di Los Angeles, a sud di Los Angeles, Downtown Los Angeles, Pico-Union, Inglewood, Lynwood, South Gate, Huntington Park, Maywood, Long Beach e Orange County, secondo le ultime cifre dell'NDIC. All'inizio degli anni 2000, l'Ufficio federale di indagine ha avviato incursioni su vasta scala contro membri di bande conosciute e sospette, provocando centinaia di arresti in tutto il paese.

## Cultura
All'interno della banda vige una pesante cultura della violenza, la quale viene determinata attraverso rigidi regolamenti e norme da seguire alla lettera. Per esempio, nel caso un membro offenda in qualsiasi modo il capobanda o mostri rispetto per membri di bande rivali è prevista una penitenza consistente nel pestaggio di gruppo dell'offensore per un arco di 18 secondi. Per le infrazioni del codice della banda più gravi è invece prevista l'uccisione.

## Organizzazione
Secondo quanto riferito da fonti del Los Angeles Police Department, dal momento che non si tratta di un gruppo coeso ma diversificato in fazioni a seconda del territorio d'azione, alcune filiali della banda si starebbero evolvendo per sofisticare i propri metodi d'organizzazione, ovvero diventando una vera e propria associazione criminosa organizzata e non più un gruppo di strada.

## Rivalità

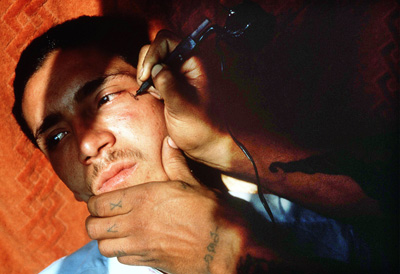
Le lacrime appena tatuate indicano il numero di omicidi da parte di un giovane membro della 18ª banda di Los Angeles.

La rivalità con un altro potente gruppo di strada latinoamericano, la Mara Salvatrucha, ha portato alla nascita di faide, agguati e crimini vari volti a fare egemonia l'uno sull'altro. È noto come tra i compiti dei membri MS ci sia quello di attaccare in qualunque modo uno della 18ª non appena lo si veda in giro.
Un caso che portò nuovamente alla ribalta nazionale la violenza tra le bande di strada fu l'agguato a colpi d'arma da fuoco del 18 settembre 2008 a Sterling Park a tre persone considerate membri della 18ª da parte di alcuni giovani MS13, che si rivelarono essere persone comuni in seguito alle indagini eseguite dal Loudoun County Sheriff’s Office. Dopo il fatto la banda fece un altro scambio di persona, pugnalando un uomo che per la violenza perse parzialmente l'uso della mano. Per il fatto venne condannato a scontare 60 anni di prigione Antonio N. Urrutia-Barrera, capo del gruppo d'azione e responsabile di altri numerosi crimini legati a regolamenti di conti tra bande e gestione del territorio, ma anche violenza immotivata a persone e cose con nulla a che fare con le bande.

## Presenza nel mondo
La maggior parte dei membri operano nella California meridionale, ma molti membri emigrando hanno incominciato ad insediare altre aree degli Stati Uniti fino ad arrivare a presenziare in 120 città di 37 diversi stati. All'estero si trovano anche in Spagna, Australia, Canada, Regno Unito, Francia, Germania, Italia, Libano, Perù, Cile, Ecuador, Messico, Guatemala, Honduras e El Salvador.

## In Italia
In Italia si ha notizia di questa banda solo negli ultimi anni nella città di Milano, Genova e Roma. Occupano alcune zone di Via Padova, nei pressi del Parco Trotter e tra piazza Costantini e via Sammartini. Negli ultimi 2 anni le forze dell'ordine hanno compiuto un'operazione che ha portato all'arresto di 15 presunti membri della clika di Milano in rivalità con MS-13 anch'essa presente a Milano. Saltano alla ribalta delle cronache e dei media solo a giugno 2015 quando tre presunti membri colpiscono con un machete un capotreno del passante ferroviario milanese e per lo stupro di una turista canadese..
Il 22 dicembre 2017 viene arrestato in Provincia di Como Luis Alonso Rodriguez Hernandez ricercato per associazione a delinquere